# Sonoi Keiko

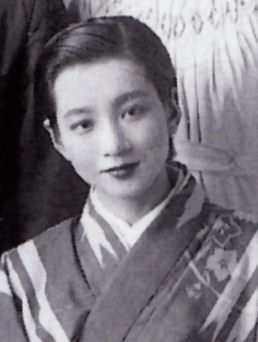
Sonoi Keiko, vor 1943

Sonoi Keiko (japanisch 園井 恵子, eigentlich Hakamada Tomi (袴田 トミ); geboren 6. August 1913 in Matsuo (Heute: Hachimantai), Präfektur Iwate; gestorben 21. August 1945 in Kobe) war eine japanische Schauspielerin. In den 1930er und 1940er Jahren war sie eine bekannte Persönlichkeit und Darstellerin der Takarazuka Revue. Sie starb an radioaktiver Verstrahlung infolge des Atombombenabwurfs auf Hiroshima.

## Leben und Wirken

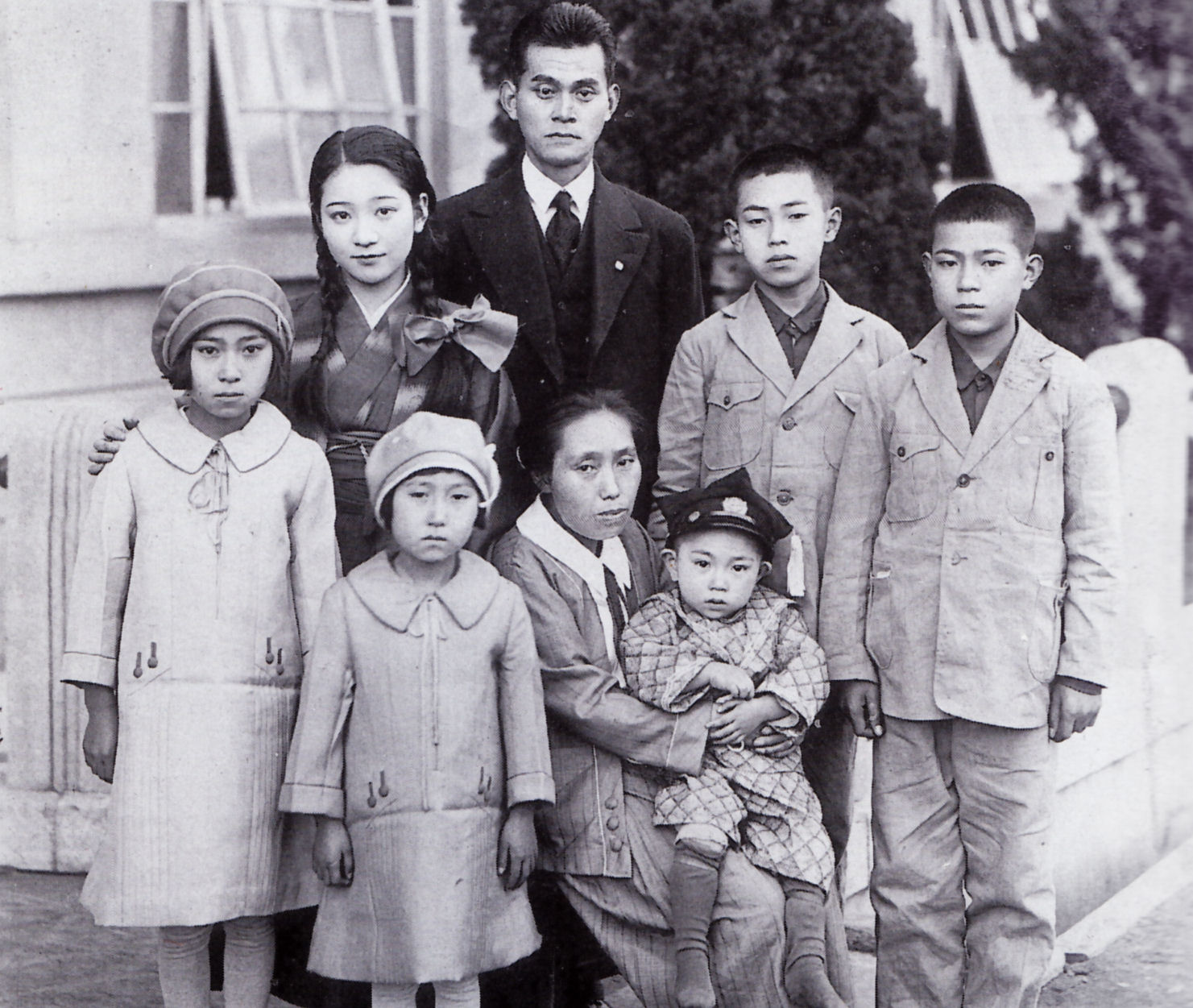
Keiko 1931 mit der Familie ihres Onkels Tasuke

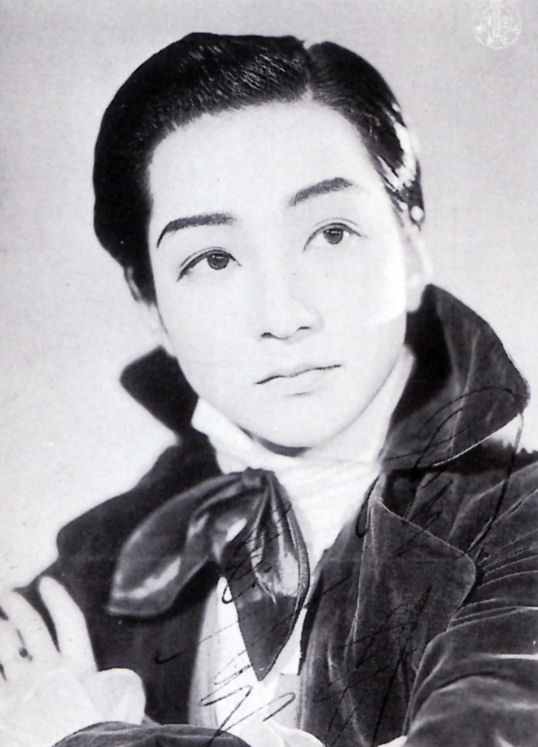
Keiko in einer Männerrolle als Simon in Aikoku daigakusei

Keiko wurde 1913 als erste Tochter von Seikichi Hakamada, der einen Süßwarenladen besaß, und seiner Frau Kame in Matsuo geboren. Ihr Großvater war der erste Bürgermeister von Matsuo. Als er starb, zog die Familie nach Kawaguchi, wo ihr Vater begann Süßwaren zu produzieren, die er in seinem eigenen Geschäft verkaufte. In Kawaguchi besuchte Keiko für eine Weile die Mädchen-Grundschule, bevor sie nach Morioka zur Familie ihres Onkels Tasuke zog. Mit der Familie des Onkels zog sie nach Otaru Hokkaidō, wo sie ab 1927 die Mädchen-Oberschule besuchte.
Ihr im Familienstammbuch (Koseki) eingetragener richtiger Vorname Tomi war den anderen Kindern Anlass sie mit der Zeile iyasa, O-tomi (いやさ お富, etwa: „widerlicher Geldsack“) aus dem Kabuki-Stück Yowa Nasake Ukina no Yokogushi (与話情浮名横櫛) zu hänseln. Deshalb nahm Keiko den Vornamen Hideko an, unter dem sie auch in ihrer Zeit bei der Takarazuka-Revue bekannt war.

### Ausbildung
Aus Mädchenzeitschriften erfuhr Keiko von der Takarazuka-Revue, in der ausschließlich Frauen auftraten und in der auch die Männerrollen von Frauen gespielt wurden. Sie fand in einem Antiquariat eine Ausgabe der Zeitschrift Kageki, die von einem Frauen-Tanztheater der Takarazuka-Truppe Shimai-za in Otaru berichtete, woraufhin sie sich entschloss Schauspielerin im Takarazuka zu werden. 1928 brach sie kurz vor ihrem Abschluss die Schule ab und kehrte nach Kawaguchi zu ihrer Familie zurück. Die Familie und ihre Verwandten waren jedoch gegen ihre Pläne Schauspielerin beim Takarazuka zu werden. Entschlossen machte sich Keiko alleine auf den Weg nach Ōsaka, um an der Aufnahmeprüfung für die „Takarazuka Musik- und Schauspielschule“ (宝塚音楽歌劇学校, Takarazuka Ongaku Kageki Gakkō) teilzunehmen. Die Aufnahmeprüfungen waren zu diesem Zeitpunkt schon beendet, doch durch eine Sonderprüfung konnte Keiko an einem Vorbereitungskurs für die Schule teilnehmen. In der Schule teilte sie ihr Zimmer mit Hisako Sakura (1914–2002) und Keiko Yashiro, die beide gute Freundinnen von Keiko wurden.
1930 wurde Keiko reguläre Schülerin der Schule und Mitglied der Hanagumi, der „Blumengruppe“. Bei ihrem ersten Auftritt in der Revue Haru no odori (春のをどり) im April 1930 verwendete sie den Bühnennamen Kiyono Kasanui, doch bereits im Dezember wechselte sie ihren Bühnenamen in Keiko Sonoi. Im März 1931 schloss sie die Schule ab und wurde daraufhin Mitglied der Tsukigumi, „Mondgruppe“. Im August übernahm sie ungeplant die Rolle der Mutter in Hans und die Bohnenranke, Fassung von Tetsuzō Shirai, was bei den Kritikern sehr gut ankam. Zwei Monate später, im Oktober, übernahm Keiko die Rolle der Torwächterin in Tetsuzōs Stück „Lilac Time“, was ihr ein außerordentliches Lob von Kobayashi Ichizō, dem Geldgeber der Takarazuka-Revue einbrachte. In der Folgezeit übernahm sie in komischen Schaustücken Nebenrollen wie die der alten Frau, der Ehefrau eines Edelmannes etc.

### Takarazuka

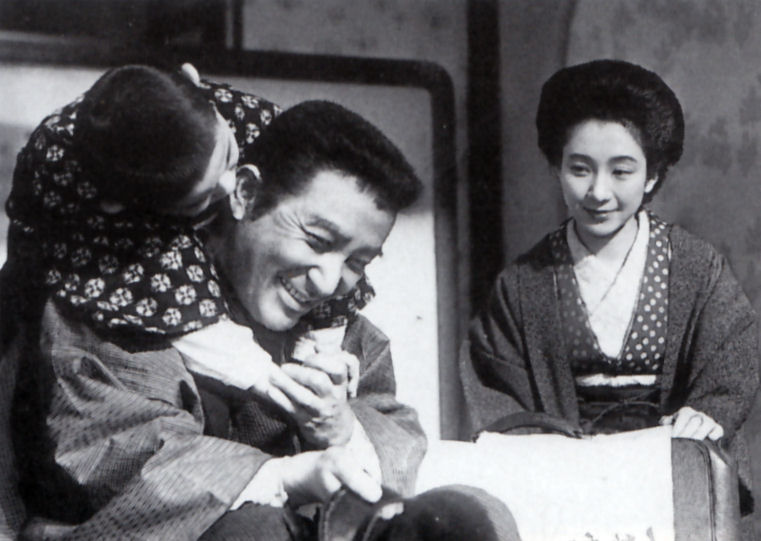
Keiko in Muhōmatsu no isshō, 1943

1934 spielte Keiko dann als Mutter in dem Stück „L'Arlésienne“ (アルルの女, Aruru no onna) in der Hauptrolle Mutter Rose. Das Stück wurde ein großer Hit, sodass es später im ganzen Land adaptiert und aufgeführt wurde. Von 1938 an wirkte Keiko auch als Schauspielerin in Filmen der Filmgesellschaft Takarazuka Eizō Co. Ltd. (宝塚映像株式会社), die 1941 wieder geschlossen wurde. In den drei Jahre ihres Bestehens spielte Keiko in Filmen wie Aikoku daigakusei (愛国大学生, etwa: „Der patriotische Student“), Yama to shōjo (山と少女, 1939), Yukiwarisō (雪割草, 1939) und Minami jūjisei (南十字星, etwa: „Kreuz des Südens“) u. a. mit.

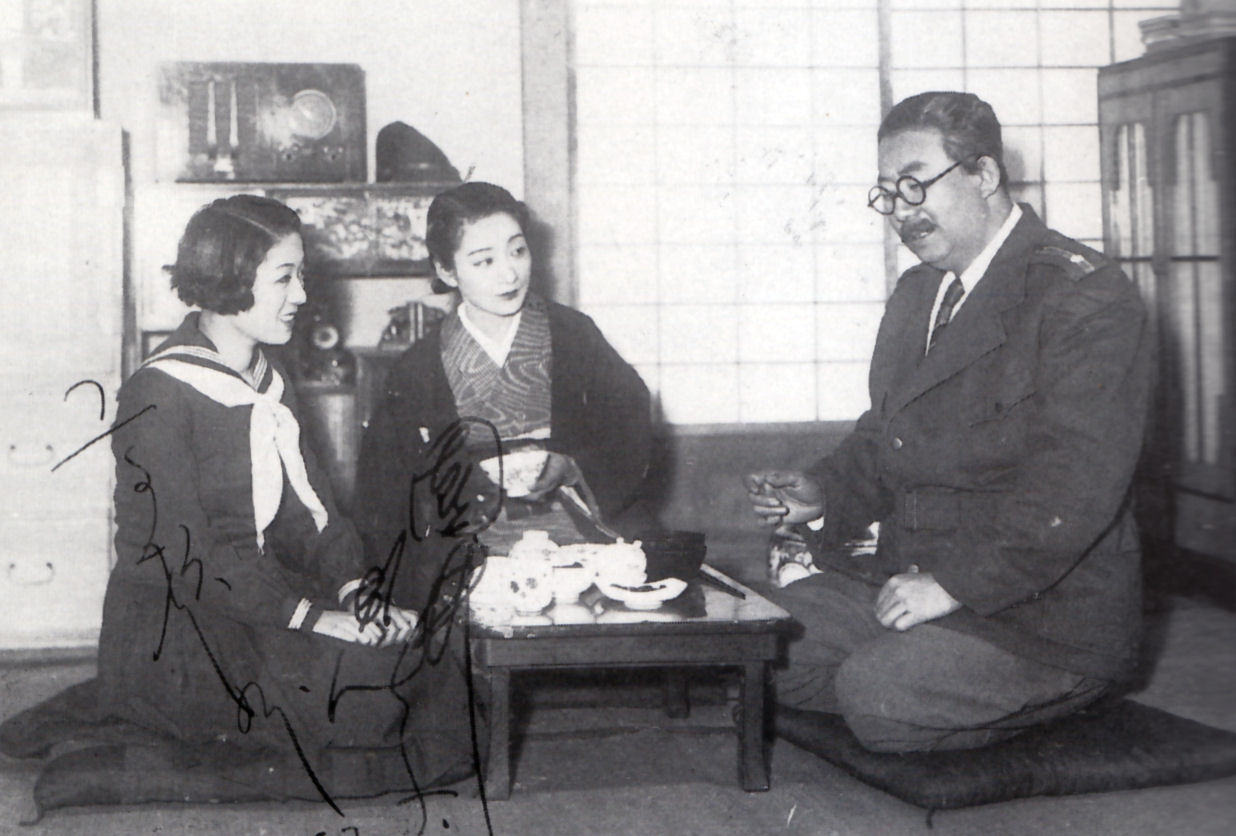
Szene aus Wagaya no kōfuku (1942). Links Taeko Takasugi, rechts Roppa Furukawa, Keiko in der Mitte

1942 hatte Keiko im Yurakuza (有楽座), einem Theater in Hibiya, Tokio zusammen mit Hideko Takamine, die bei der Tōhō Filmgesellschaft unter Vertrag stand in der Truppe von Roppa Furukawa einen Gastauftritt. In dieser Zeit entschloss sich Keiko sich dem Shingeki, dem neuen Theater, anzuschließen. Shigenori Utsumi (1915–1999), eine der führenden Persönlichkeiten des Takarazuka, der Stück für die Revue schrieb, hatte Keiko für die Hauptrolle in der kommenden Saison eingeplant. Die daraufhin geführten Verhandlungen endeten damit, dass Keiko das Takarazuka ohne Abfindung verließ.
1943 spielte Keiko zusammen mit Bandō Tsumasaburō (1901–1953), der zu diesem Zeitpunkt schon ein Filmstar war, in Hiroshi Inagakis Film Muhōmatsu no isshō (無法松の一生, dt. „Der Rikschamann“) auf. In diesem Film spielt Bandō einen armen Rikscha-Fahrer Matsugoro, dessen Dienste eines Tages von einem Ehepaar in Anspruch genommen werden, um ihren verletzten Sohn Toshio zum Arzt zu bringen. Als der Vater des Jungen stirbt, übernimmt Matsugoro die Vaterrolle für den Jungen und verliebt sich heimlich in die Mutter Yoshioko, gespielt von Keiko. Ursprünglich sollte Fukuko Sayo (1909–1989) die Rolle übernehmen, doch sie fiel aufgrund einer Schwangerschaft aus, empfahl jedoch Keiko für die Rolle. Obgleich die Zensur 10 Minuten aus dem Film strich, wurde er ein Erfolg. Obwohl Keiko ein Vertragsangebot erhielt, entschied sie sich in der Theatertruppe Kuraku-za (苦楽座) mitzuwirken. Die Kuraku-za war im Juli 1942, kurz bevor Keiko das Takarazuka verließ, von Kenji Susugkida (1898–1972), Sadao Maruyama (1901–1945), Kamatari Fujiwara (1905–1985) und Musei Tokugawa (1894–1971) gegründet worden.

## Kuraku-za und Sakuratai

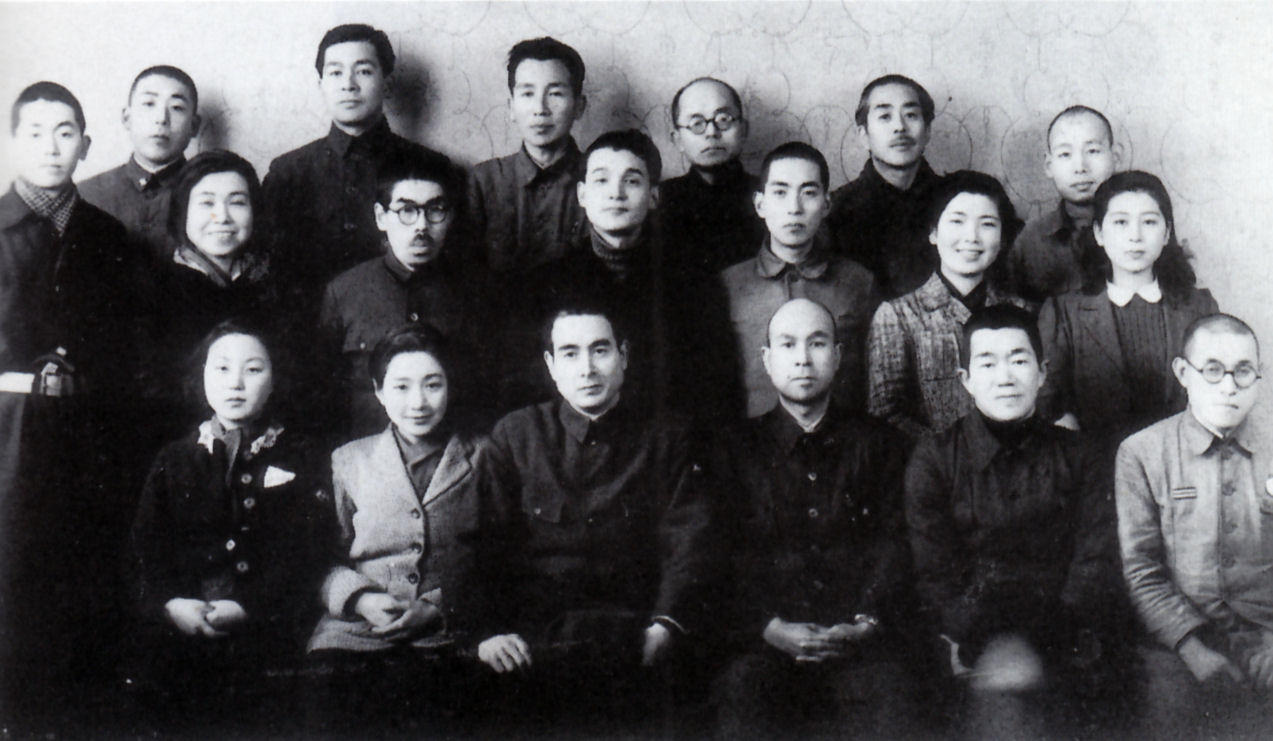
Die Sakuratai vordere Reihe von links nach rechts: Tsuyako Shimaki, Keiko Sonoi, Yasushi Nagata, X, Sadao Maruyama, X. Mittlere Reihe: Midori Naka, Motoo Hatta, Jun Tatara, Seiki Iketa, Harue Tone, Junko Emori. Hintere Reihe: Shozo Takayama, X, Ichiro Tetsu, Yoshio Endo, Miezō Mizutani, Kohei Hijikata, X.

Keiko spielte zunächst in drei Stücken mit. Zuerst in Kazuo Ozakis Genkanburo (玄関風呂), danach war sie 1943 in Yume no su (夢の巣) zu sehen. Im Anschluss spielte sie erneut, dieses Mal in einer Bühnenfassung von Muhōmatsu no isshō, das im Marunouchi Piccadilly aufgeführt wurde und mit dem die Truppe bis Dezember 1944 durch die Kansai-Region reiste. Als sie Tour im Dezember zu Ende ging, intensivierten die Alliierten die Luftangriffe auf Tokio und die Lebensmittelversorgung wurde schwieriger. Die Kuraku-Truppe entschied sich aufzulösen, doch Maruyama überzeugte die Mitglieder wieder auf Tour zu gehen. Aus der Kuraku-za wurde daraufhin die „mobile Kuraku-za“ (苦楽座移動隊, Kuraku-za idōtai). Zur Truppe kamen neue Mitglieder hinzu, sodass sie aus insgesamt 17 Personen bestand. Als die neu geformte Theatertruppe in Morioka, wo Kaneko bei ihrem Onkel gewohnt hatte, das Stück Shishi (獅子, etwa: „Löwe“) von Miyoshi Jūrō probte, gaben sie sich provisorisch den Namen Sakuratai (桜隊). Nach dem Luftangriff auf die Nakajima-Flugzeugwerke in Tokio am 4. und 5. Dezember 1944 entschied der „Verband der Wanderschauspielgruppen“ (日本移動演劇連盟), dass Auftritte in Tokio zu gefährlichen würden und wies den einzelnen Gruppen Städte mit Luftschutzeinrichtungen zu. Für die Evakuierung der Sakuratai wurde Hiroshima und Umgebung festgelegt.
Keiko wollte jedoch in Tokio bleiben und bemühte sich, um bleiben zu können um eine Filmrolle beim Toho Filmstudio. Als sie abgelehnt wurde, ging sie am 22. Juni 1945 mit der  Sakuratai-Truppe ohne Yasushi Nagata und Jun Tatara, die vom Militär eingezogen wurden, nach Hiroshima. Die Truppe spielte drei Stücke in Hiroshima und tourte in die umliegende Städte der San’in-Region. Bei ihrer letzten Tour erkrankte Murayama unglücklicherweise an einer Rippenfellentzündung, woraufhin die Truppe vorzeitig nach Hiroshima zurückfuhr. Ikeda Seiji trennte sich von der Truppe und fuhr nach Numazu, um nach dessen Bombardierung nach seiner Familie zu sehen. Auch der Leiter der Sakuratai Kokichi Makimura und drei weitere Personen verließen Hiroshima, sodass Keiko mit neun Mitgliedern in ihrem Büro im Horikawa zurückblieb.

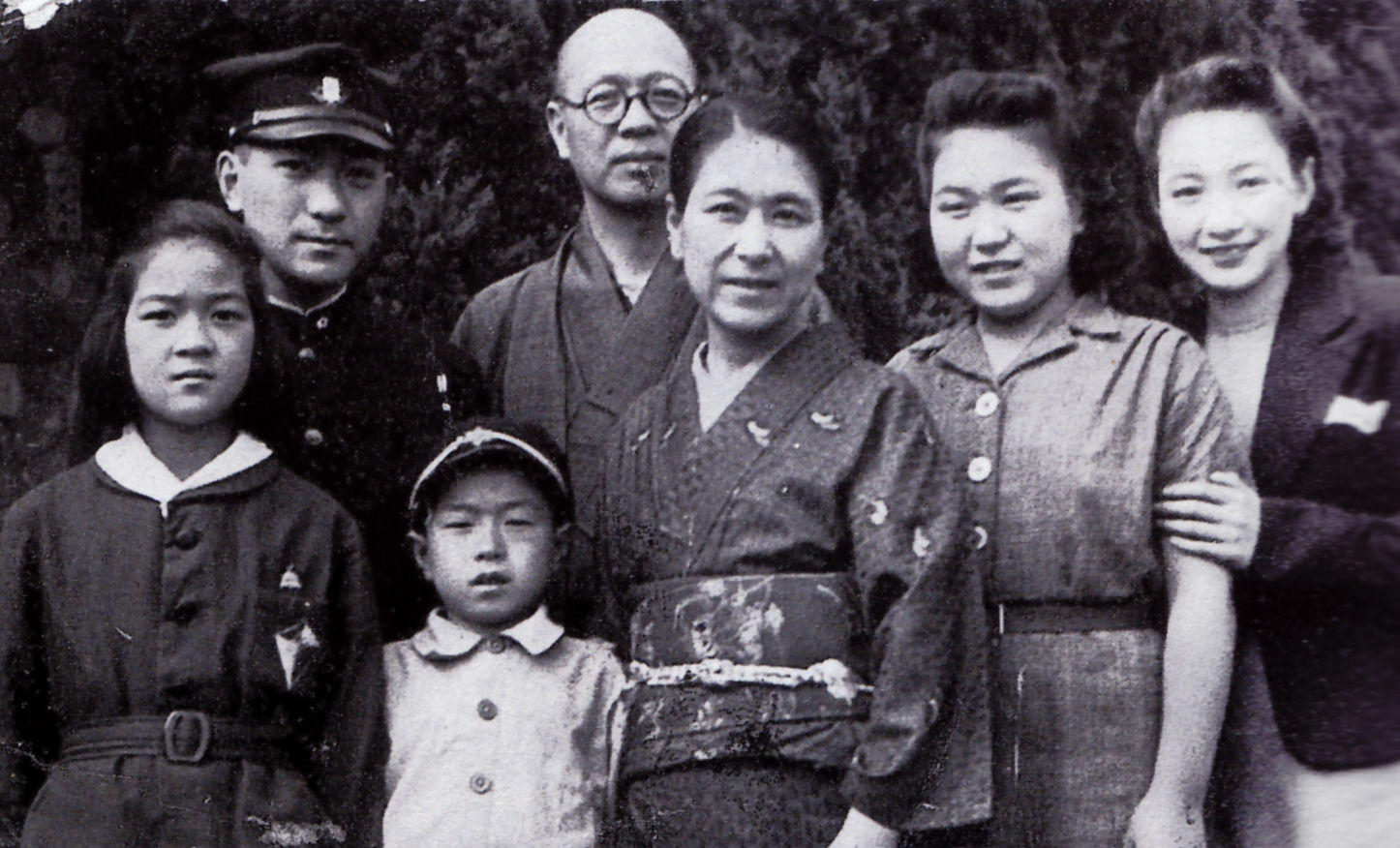
Keiko (ganz rechts) zu Besuch bei Familie Nakai, 1943

Als am 6. August 1945 um 8:16 Uhr die Atombombe auf Hiroshima fiel, waren die Mitglieder der Sakuratai gerade mit dem Frühstück fertig und zogen sich in ihre Zimmer zurück, während Keiko sich aufmachte Essen zu den Nakais zu bringen. Die Explosion schleuderte Keiko aus dem Haus ins Freie, wo sie bewusstlos, aber ohne erkennbare äußere Verletzungen liegen blieb. Fünf Mitglieder der Truppe starben unmittelbar bei der Explosion im Haus. Als sie zu sich kam, fand sie Shōzō Takayama, den leicht verletzten Sohn von Kenji Susukida, mit dem sie zum Berg Hiji floh. Keiko und Takayama fuhren von dort mit dem Zug zu den Nakais in Kobe, während Sadao Maruyama und Midori Naka getrennt voneinander den Ort des Geschehens verließen und an verschiedenen Orten untergebracht wurden.
Am 15. August erfuhr Keiko bei den Nakais vom Ende des Krieges. In den folgenden Tagen litt Keiko an inneren Blutungen und Wahnvorstellungen. Ihr Zustand verschlechterte sich rapide und das Fieber stieg auf 40 Grad an, sodass sie am 21. August um Alter von 32 Jahren starb. Keikos Leichnam wurde kremiert und auf dem Gelände des Onryū-ji in Morioka bestattet.
Mit ihr starben infolge des Atombombenabwurfs auch Tsuyako Shimaki, Sadao Maruyama, Midori Naka und Shōzō Takayama, mit dem sie aus Hiroshima geflohen war.